# Bradlo (Myjavská pahorkatina)
Bradlo (maďarsky Bradló, 543 m n. m.) je nejvyšší hora Myjavské pahorkatiny. Nachází se na okraji katastru města Brezová pod Bradlom. Na vrchu stojí Mohyla Milana Rastislava Štefánika.

## Přístup
- po červené a po té po zelené turistické značce z města Brezová pod Bradlom nebo z rozcestí Jandova dolina
- po žluté a po té po zelené turistické značce z obce Košariská
- po zelené turistické značce z osady Dlhý vŕšok